# 錢龜澤村
錢龜澤村（日语：〔〕／ Zenigamezawa mura */?）是過去位於北海道渡島支廳東南部的一個村落，已於1966年12月1日併入函館市，過去的轄區相當於現在的函館市錢龜澤支所的負責範圍。

## 歷史
- 1902年4月1日：龜田郡錢龜澤村、根崎村、志苔村、石崎村合併為錢龜澤村，並成為北海道二級村。[1]
- 1966年12月1日：錢龜澤村被併入函館市。